# 김영진 (1939년)
김영진(金榮珍, 1940년 11월 18일 ~ )은 대한민국의 정치인이다. 제14·15대 국회의원을 지냈다. 강원특별자치도 원주시 출신이다.

## 생애
1939년 강원도 원주군에서 태어났다. 서울고등학교 졸업을 거쳐 서울대학교 법과대학 행정학과를 학사 학위하였다. 이후 행정고시에 합격하여 관료로 근무하였다. 그리하여 강릉시장, 원주시장 등을 역임하였다. 전두환 정권 후기에 관선 강원도지사를 역임하였다. 그리고 노태우 정권 때 내무부(현 행정자치부) 차관, 토지개발공사 사장 등을 역임하였다. 토지개발공사 사장 때, 자기 땅에 배수시설을 설치하여 1993년경 물의를 빚었다. 1992년 제14대 국회의원 선거에서 민주자유당 전국구 국회의원에 당선되었다. 1996년 제15대 국회의원 선거에서 신한국당 후보로 강원도 원주시 을 선거구에 출마하여 당선되었다.

## 학력
- 귀운국민학교 졸업
- 원주중학교 졸업
- 서울고등학교 졸업
- 서울대학교 법과대학 행정학과 학사 졸업

## 경력
- 1971.08 ~ 1973.08 제11대 강원도 강릉시장
- 1973.08 ~ 1974.08 제12대 강원도 원주시장
- 1985.02 ~ 1988.05 제24대 강원도지사
- 1988.05 ~ 1989.07 제41대 내무부 차관
- 1992.05 ~ 1996.05 제14대 국회의원 (전국구, 민주자유당)
- 1996.05 ~ 2000.05 제15대 국회의원 (강원 원주시 을, 신한국당)

## 역대 선거 결과
|  | 38.5% |

|  | 44.59% |

|  | 9.8% |